# Leucotrichia brochophora
Leucotrichia brochophora är en nattsländeart som beskrevs av Oliver S. Flint Jr. 1991. Leucotrichia brochophora ingår i släktet Leucotrichia och familjen smånattsländor. Inga underarter finns listade i Catalogue of Life.